# Moris Valinčić
Moris Valinčić (Rijeka, 17. studenog 2002.) hrvatski je nogometaš koji igra na poziciji desnog beka. Trenutačno igra za Dinamo Zagreb.

## Klupska karijera

### Rana karijera
Nogometnu karijeru započeo je kao desetogodišnjak u Rijeci. Kasnije je igrao za Opatiju i Dinamo Zagreb.

### Dinamo Zagreb II
Za drugu momčad Dinama odigrao je samo 1 utakmicu i to u 2. HNL 2. prosinca 2020. kada je Međimurje Čakovec izgubilo 5:2.

### Neretvanac Opuzen
Tijekom sezone 2021./22. igrao je za Neretvanac Opuzen. Debitirao je 25. kolovoza 2021. u utakmici kupa u kojoj su s 4:2 uspješniji bili Mladost Ždralovi. Valinčić je svoj prvi pogodak za Neretvanac postigao 5. rujna 2021. u utakmici sa Zadrom koja je završila 2:2.

### Široki Brijeg
Potpisao je ugovor sa Širokim Brijegom 31. siječnja 2022. Za Široki Brijeg debitirao je 2. ožujka u utakmici kupa u kojoj je mostarski Velež pobijedio 4:0. U Premier ligi debitirao je pet dana kasnije u susretu protiv Tuzla Cityja koji je završio 2:2.

### Istra 1961
S Istrom 1961 potpisao je ugovor 7. srpnja 2023. Debitirao je šesnaest dana kasnije u utakmici HNL-a protiv zagrebačke Lokomotive koja je završila 1:1. Prvi klupski pogodak postigao je 8. ožujka 2024. kada je Istra 1961 igrala 2:2 s Varaždinom.

### Dinamo Zagreb
Prešao je u Dinamo Zagreb 24. lipnja 2025. Za Dinamo Zagreb debitirao je i pritom asistirao 2. kolovoza u utakmici prvog kola HNL 2025./26. u kojoj je Osijek poražen 0:2.

## Reprezentativna karijera
Nastupao je za selekcije Hrvatske do 15 i 21 godine.

## Priznanja

### Individualna
- Momčad sezone HNL-a: 2024./25.[10]
- Trofej Nogometaš – Najbolja momčad godine HNL-a: 2024./25.[11]

## Vanjske poveznice
- Profil, Hrvatski nogometni savez
- Profil, Transfermarkt